# 夏洛特 (植物作家)
夏洛特（1969年—），生於台灣台北，植物作家。常前往世界各個植物原生棲地去探險，包括曾與黃仕傑和陳昆煜等人一同前往婆羅洲雨林觀察。撰寫了數本雨林植物與食蟲植物的專書，多次於園藝雜誌上刊稿及接受媒體與雜誌的採訪及講座活動。

## 著作
- 夏洛特. . 台北: 商周. 2007-04-05. ISBN 9789861248509 （中文（臺灣））.
- 夏洛特. . 台北: 商周. 2009-08-09. ISBN 9789866369193 （中文（臺灣））.
- 夏洛特. . 台北: 商周. 2009-10-30. ISBN 9789866369674 （中文（臺灣））.
- 夏洛特. . 台北: 晨星. 2019-11-12. ISBN 9789864439263 （中文（臺灣））.

## 外部連結
- 鄞志修（Csyin）. . 漫步在食蟲植物的奇幻異境. 2007-06-07  [2010-04-24]. （原始内容存档于2012-01-20）.（繁體中文）